# Italië op de Olympische Zomerspelen 1920
Italië nam deel aan de Olympische Zomerspelen 1920 in Antwerpen, België. De 23 medailles waren goed voor een zevende plaats in het medailleklassement.

## Medailleoverzicht
| Sport         | Olympiër(s) | Onderdeel                  | Medaille |
| ------------- | --- | -------------------------- | -------- |
| Atletiek      | Ugo Frigerio | 3km snelwandelen (m)       | Goud     |
| Atletiek      | Ugo Frigerio | 10km snelwandelen (m)      | Goud     |
| Gewichtheffen | Filippo Bottino | +82,5kg (m)                | Goud     |
| Paardensport  | Tommaso Lequio di Assaba | springconcours individueel | Goud     |
| Roeien        | Ercole Olgeni Giovanni Scatturin Guido de Filip | twee-met (m)               | Goud     |
| Schermen      | Antonio Allocchio Tullio Bozza Giovanni Canova Tommaso Costantino Andrea Marrazzi Aldo Nadi Nedo Nadi Abelardo Olivier Paolo Thaon di Revel Dino Urbani | degen team (m)             | Goud     |
| Schermen      | Nedo Nadi | floret (m)                 | Goud     |
| Schermen      | Baldo Baldi Tommaso Costantino Aldo Nadi Nedo Nadi Abelardo Olivier Oreste Puliti Pietro Speciale Rodolfo Terlizzi | floret team (m)            | Goud     |
| Schermen      | Nedo Nadi | sabel (m)                  | Goud     |
| Schermen      | Baldo Baldi Federico Cesarano Francesco Gargano Aldo Nadi Nedo Nadi Oreste Puliti Giorgio Santelli Dino Urbani | sabel team (m)             | Goud     |
| Turnen        | Giorgio Zampori | individuele meerkamp (m)   | Goud     |
| Turnen        | Arnaldo Andreoli Ettore Bellotto Pietro Bianchi Fernando Bonatti Luigi Cambiaso Luigi Contessi Carlo Costigliolo Luigi Costigliolo Giuseppe Domenichelli Roberto Ferrari Carlo Fregosi Romualdo Ghiglione Ambrogio Levati Francesco Loi Vittorio Lucchetti Luigi Maiocco Ferdinando Mandrini Lorenzo Mangiante Antonio Marovelli Michele Mastromarino Giuseppe Paris Manlio Pastorini Ezio Roselli Paolo Salvi Giovanni Tubino Giorgio Zampori Angelo Zorzi | meerkamp team (m)          | Goud     |
| Wielersport   | Franco Giorgetti Ruggero Ferrario Arnaldo Carli Primo Magnani | ploegenachtervolging (m)   | Goud     |
| Gewichtheffen | Pietro Bianchi | -75kg (m)                  | Zilver   |
| Paardensport  | Ettore Caffaratti Garibaldi Spighi Giulio Cacciandra Carlo Asinari | eventing team              | Zilver   |
| Paardensport  | Alessandro Valerio | springconcours individueel | Zilver   |
| Roeien        | Pietro Annoni Erminio Dones | dubbel-twee (m)            | Zilver   |
| Schermen      | Aldo Nadi | sabel (m)                  | Zilver   |
| Atletiek      | Ernesto Ambrosini | 3000m steepelchase (m)     | Brons    |
| Atletiek      | Valerio Arri | marathon (m)               | Brons    |
| Boksen        | Edoardo Garzena | -57,2kg (m)                | Brons    |
| Paardensport  | Ettore Caffaratti | eventing individueel       | Brons    |
| Paardensport  | Ettore Caffaratti Giulio Cacciandra Alessandro Alvisi Garibaldi Spighi | springconcours team        | Brons    |

## Deelnemers en resultaten

### Atletiek
| Olympiër                                                            | Discipline             | Resultaat    | Prestatie                                              |
| ------------------------------------------------------------------- | ---------------------- | ------------ | ------------------------------------------------------ |
| Giorgio Croci                                                       | 100m (m)               | serie        | serie 10: 3e in 11,3                                   |
| Giovanni-Battista Orlandi                                           | 100m (m)               | series       | serie 6: 6e                                            |
| Mario Riccoboni                                                     | 100m (m)               | kwartfinale  | serie 1: 2e in 11,2 kwartfinale 1: 5e in 11,5          |
| Vittorio Zucca                                                      | 100m (m)               | kwartfinale  | serie 5: 1e in 11,4 kwartfinale 2: 5e                  |
| Giovanni-Battista Orlandi                                           | 200m (m)               | serie        | serie 4: 3e in 23,8                                    |
| Mario Riccoboni                                                     | 200m (m)               | series       | serie 10: 4e                                           |
| Giuseppe Bernardoni                                                 | 400m (m)               | 30e          | serie 4: 3e in 52,8                                    |
| Agide Simonazzi                                                     | 400m (m)               | 31e          | serie 8: 3e in 53,0                                    |
| Giovanni Tosi                                                       | 400m (m)               | 28e          | serie 5: 4e in 52,6                                    |
| Ernesto Ambrosini                                                   | 800m (m)               | 13e          | serie 4: 4e in 1.59,4 halve finale 1: 4e in 1.59,5     |
| Giuseppe Bonini                                                     | 800m (m)               | 12e          | serie 1: 2e in 1.58,8 halve finale 2: 5e in 1.59,0     |
| Arturo Porro                                                        | 800m (m)               | DNF          | serie 2: niet gefinisht                                |
| Agide Simonazzi                                                     | 800m (m)               | DNF          | serie 3: niet gefinisht                                |
| Ernesto Ambrosini                                                   | 1500m (m)              | DNS          | serie 4: niet gestart                                  |
| Giuseppe Bonini                                                     | 1500m (m)              | series       | serie 2: 6e                                            |
| Carlo Martinenghi                                                   | 1500m (m)              | 12e          | serie 1: niet gestart                                  |
| Arturo Porro                                                        | 1500m (m)              | DNF          | serie 3: 2e in 4.09,0                                  |
| Augusto Maccario                                                    | 5000m (m)              | series       | serie 1: 5e in 15.23,2                                 |
| Carlo Martinenghi                                                   | 5000m (m)              | DNF          | serie 2: niet gefinisht                                |
| Carlo Speroni                                                       | 5000m (m)              | 7e           | serie 3: 1e in 15.27,6 finale: 7e in 15.21,2           |
| Constantino Lussana                                                 | 10000m (m)             | series       | serie 3: 11e                                           |
| Augusto Maccario                                                    | 10000m (m)             | 4e           | serie 1: 3e in 34.06,8 finale: 4e in 32.02,0           |
| Carlo Speroni                                                       | 10000m (m)             | DNF          | serie 3: 4e in 32.13,1 finale: niet gefinisht          |
| Daciano Colbacchini                                                 | 110m horden (m)        | halve finale | serie 1: 1e in 15,6 halve finale 2: 6e                 |
| Ernesto Ambrosini                                                   | 3000m steeplechase (m) | Brons        | serie 1: 1e in 10.33,6 finale: 3e in 10.32,0           |
| Carlo Martinenghi                                                   | 3000m steeplechase (m) | DNF          | serie 3: niet gefinisht                                |
| Vittorio Zucca Giovanni Orlandi Giorgio Croci Mario Riccobono       | 4x100m (m)             | DSQ          | serie 1: gediskwalificeerd                             |
| Ernesto Ambrosini Augusto Maccario Carlo Speroni Carlo Martinenghio | 3000m team (m)         | 5e           | 36 punten                                              |
| Ugo Frigerio                                                        | 3km snelwandelen (m)   | Goud         | serie 1: 1e in 13.46,8 (OR) finale: 1e in 13.14,2 (OR) |
| Donato Pavesi                                                       | 3km snelwandelen (m)   | DSQ          | serie 2: 1e in 13.40,2 (OR) finale: gediskwalificeerd  |
| Ugo Frigerio                                                        | 10km snelwandelen (m)  | Goud         | serie 1: 1e in 47.06,4 finale: 1e in 48.06,2           |
| Donato Pavesi                                                       | 10km snelwandelen (m)  | DSQ          | serie 1: 4e in 48.12,0 finale: gediskwalificeerd       |
| Valerio Arri                                                        | marathon (m)           | Brons        | 2:36.32,8                                              |
| Ettore Blasi                                                        | marathon (m)           | DNF          | niet gefinisht                                         |
| Antonio Persico                                                     | marathon (m)           | DNF          | niet gefinisht                                         |
| Aurelio Lenzi                                                       | kogelstoten (m)        | 13e          | kwalificatie: 13e met 12,325 punten                    |
| Giuseppe Tugnoli                                                    | kogelstoten (m)        | 14e          | kwalificatie: 14e met 12,070 punten                    |
| Aurelio Lenzi                                                       | discuswerpen (m)       | 9e           | kwalificatie: 9e met 37,75 punten                      |
| Oprando Bottura                                                     | speerwerpen (m)        | 17e          | kwalificatie: 17e met 42,70 punten                     |
| Carlo Butti                                                         | tienkamp (m)           | DNF          | niet gefinisht                                         |

### Boksen
| Olympiër          | Discipline  | Resultaat | Prestatie |
| ----------------- | ----------- | --------- | --- |
| Vincenzo Dell'Oro | -50,8kg (m) | 9e        | 1e ronde: V van FRA Albert |
| Edoardo Garzena   | -57,2kg (m) | Brons     | 1e ronde: vrij 2e ronde: W van BEL Vincken kwartfinale: W van GBR Cater halve finale: V van FRA Fritsch bronzen finale: W van USA Zivic |
| Edoardo Garzena   | -61,2kg (m) | 9e        | 1e ronde: V van BEL Van Muyzen |
| Dario Della Valle | -61,2kg (m) | 17e       | 1e ronde: V van NOR Steen |
| Mariano Barbaresi | +79,4kg (m) | 9e        | 1e ronde: V van FRA Eluère |

### Gewichtheffen
| Olympiër        | Discipline  | Resultaat | Prestatie |
| --------------- | ----------- | --------- | --------- |
| Luigi Gatti     | -60kg (m)   | 4e        | 195kg     |
| Giulio Monti    | -67,5kg (m) | 4e        | 230kg     |
| Pietro Bianchi  | -75kg (m)   | Zilver    | 235kg     |
| Gino Mattiello  | -82,5kg (m) | 6e        | 235kg     |
| Filippo Bottino | +82,5kg (m) | Goud      | 265kg     |

### Moderne vijfkamp
| Olympiër      | Discipline | Resultaat | Prestatie |
| ------------- | ---------- | --------- | --------- |
| Adriano Lanza | mannen     | 22e       | 91 punten |

### Roeien
| Olympiër                                        | Discipline      | Resultaat | Prestatie                                  |
| ----------------------------------------------- | --------------- | --------- | ------------------------------------------ |
| Nino Castelli                                   | skiff (m)       | 7e        | serie 2: 2e in 7.59,0                      |
| Pietro Annoni Erminio Dones                     | dubbel-twee (m) | Zilver    | serie 1: 1e in 7.25,4 finale: 2e in 7.19,0 |
| Ercole Olgeni Giovanni Scatturin Guido de Filip | twee-met (m)    | Goud      | serie 1: 1e in 8.10,0 finale: 1e in 7.56,0 |

### Paardensport
| Olympiër                                                               | Discipline          | Resultaat | Prestatie                |
| Eventing                                                               | Eventing            | Eventing  | Eventing                 |
| ---------------------------------------------------------------------- | ------------------- | --------- | ------------------------ |
| Carlo Asinari                                                          | individueel         | 19e       | 1245 punten              |
| Giulio Cacciandra                                                      | individueel         | 14e       | 1353,75 punten           |
| Ettore Caffaratti                                                      | individueel         | Brons     | 1733,75 punten           |
| Garibaldi Spighi                                                       | individueel         | 5e        | 1647,50 punten           |
| Ettore Caffaratti Garibaldi Spighi Giulio Cacciandra Carlo Asinari     | eventing team       | Zilver    | 4735 punten              |
| Springconcours                                                         |                     |           |                          |
| Emilio Benini                                                          | individueel         | 19e       | 13 strafpunten           |
| Santorre de Rossi di Santa Rosa                                        | individueel         | 7e        | 7 strafpunten            |
| Tommaso Lequio di Assaba                                               | individueel         | Goud      | 2 strafpunten            |
| Garibaldi Spighi                                                       | individueel         | 10e       | 8 strafpunten            |
| Ruggero Ubertalli                                                      | individueel         | 7e        | 10,25 strafpunten        |
| Alessandro Valerio                                                     | individueel         | Zilver    | 3 strafpunten            |
| Ettore Caffaratti Giulio Cacciandra Alessandro Alvisi Garibaldi Spighi | springconcours team | Brons     | 18,75 strafpunten punten |

### Schermen
| Olympiër | Discipline      | Resultaat | Prestatie |
| --- | --------------- | --------- | --- |
| Aldo Boni | degen (m)       | 47e       | 1e ronde groep G: 6e met 3 overwinningen |
| Tullio Bozza | degen (m)       | 25e       | 1e ronde groep F: 2e met 5 overwinningen kwartfinale A: 7e met 5 overwinningen                                                                       |
| Giovanni Canova | degen (m)       | 25e       | 1e ronde groep H: 5e met 3 overwinningen kwartfinale C: 7e met 5 overwinningen                                                                       |
| Abelardo Olivier | degen (m)       | 6e        | 1e ronde groep C: 6e met 3 overwinningen kwartfinale B: 1e met 7 overwinningen halve finale B: 2e met 6 overwinningen finale: 6e met 5 overwinningen |
| Paolo Thaon | degen (m)       | 55e       | 1e ronde groep A: 7e met 3 overwinningen |
| Dino Urbani | degen (m)       | 13e       | 1e ronde groep I: 2e met 5 overwinningen kwartfinale D: 3e met 6 overwinningen halve finale A: 7e met 4 overwinningen                                |
| Antonio Allocchio Tullio Bozza Giovanni Canova Tommaso Costantino Andrea Marrazzi Aldo Nadi Nedo Nadi Abelardo Olivier Paolo Thaon di Revel Dino Urbani | degen team (m)  | Goud      | 1e ronde groep B: 2e met 3 overwinningen finale: 1e met 5 overwinningen                                                                              |
| Federico Cesarano | floret (m)      | 22e       | 1e ronde groep E: 1e met 4 overwinningen halve finale C: 6e met 0 overwinningen                                                                      |
| Tommaso Constantino | floret (m)      | 13e       | 1e ronde groep H: 2e met 4 overwinningen halve finale C: 4e met 2 overwinningen                                                                      |
| Aldo Nadi | floret (m)      | 5e        | 1e ronde groep C: 1e met 6 overwinningen halve finale B: 1e met 4 overwinningen finale: 5e met 6 overwinningen                                       |
| Nedo Nadi | floret (m)      | Goud      | 1e ronde groep B: 1e met 7 overwinningen halve finale A: 1e met 5 overwinningen finale: 1e met 10 overwinningen                                      |
| Abelardo Olivier | floret (m)      | 9e        | 1e ronde groep D: 1e met 7 overwinningen halve finale D: 2e met 4 overwinningen finale: 9e met 3 overwinningen                                       |
| Oreste Puliti | floret (m)      | 7e        | 1e ronde groep G: 2e met 4 overwinningen halve finale A: 2e met 4 overwinningen finale: 7e met 5 overwinningen                                       |
| Pietro Speciale | floret (m)      | 12e       | 1e ronde groep F: 2e met 4 overwinningen halve finale D: 3e met 2 overwinningen finale: 12e met 1 overwinning                                        |
| Rodolfo Terlizzi | floret (m)      | 34e       | 1e ronde groep A: 4e met 2 overwinningen |
| Baldo Baldi Tommaso Costantino Aldo Nadi Nedo Nadi Abelardo Olivier Oreste Puliti Pietro Speciale Rodolfo Terlizzi                                      | floret team (m) | Goud      | 1e ronde groep A: 1e met 4 overwinningen finale: 1e met 4 overwinningen                                                                              |
| Baldo Baldi | sabel (m)       | 12e       | 1e ronde groep C: 4e met 3 overwinningen halve finale B: 2e met 5 overwinningen finale: 12e met 3 overwinningen                                      |
| Federico Cesarano | sabel (m)       | 10e       | 1e ronde groep A: 2e met 5 overwinningen halve finale C: 1e met 5 overwinningen finale: 10e met 3 overwinningen                                      |
| Francesco Gargano | sabel (m)       | 11e       | 1e ronde groep D: 2e met 5 overwinningen halve finale A: 3e met 3 overwinningen finale: 11e met 3 overwinningen                                      |
| Aldo Nadi | sabel (m)       | Zilver    | 1e ronde groep B: 1e met 6 overwinningen halve finale A: 4e met 3 overwinningen finale: 2e met 9 overwinningen                                       |
| Nedo Nadi | sabel (m)       | Goud      | 1e ronde groep C: 1e met 5 overwinningen halve finale B: 1e met 6 overwinningen finale: 1e met 11 overwinningen                                      |
| Oreste Puliti | sabel (m)       | 4e        | 1e ronde groep A: 1e met 6 overwinningen halve finale C: 3e met 4 overwinningen finale: 4e met 6 overwinningen                                       |
| Giulio Rusconi | sabel (m)       | 13e       | 1e ronde groep D: 3e met 4 overwinningen halve finale C: 5e met 3 overwinningen                                                                      |
| Giorgio Santelli | sabel (m)       | 16e       | 1e ronde groep E: 3e met 5 overwinningen halve finale A: 6e met 2 overwinningen                                                                      |
| Baldo Baldi Federico Cesarano Francesco Gargano Aldo Nadi Nedo Nadi Oreste Puliti Giorgio Santelli Dino Urbani                                          | sabel team (m)  | Goud      | 1e met 7 overwinningen |

### Schietsport
| Olympiër                                                                       | Discipline                                | Resultaat | Prestatie   |
| ------------------------------------------------------------------------------ | ----------------------------------------- | --------- | ----------- |
| Peppy Campus                                                                   | 50m geweer (m)                            | onbekend  |             |
| Raffaele Frasca                                                                | 50m geweer (m)                            | onbekend  |             |
| Alfredo Galli                                                                  | 50m geweer (m)                            | onbekend  |             |
| Franco Micheli                                                                 | 50m geweer (m)                            | onbekend  |             |
| Ricardo Ticchi                                                                 | 50m geweer (m)                            | onbekend  |             |
| Peppy Campus Raffaele Frasca Alfredo Galli Franco Micheli Ricardo Ticchi       | 50m geweer team (m)                       | 7e        | 1777 punten |
| Peppy Campus                                                                   | 300m vrij geweer 3 posities (m)           | onbekend  |             |
| Raffaele Frasca                                                                | 300m vrij geweer 3 posities (m)           | onbekend  |             |
| Alfredo Galli                                                                  | 300m vrij geweer 3 posities (m)           | onbekend  |             |
| Franco Micheli                                                                 | 300m vrij geweer 3 posities (m)           | onbekend  |             |
| Ricardo Ticchi                                                                 | 300m vrij geweer 3 posities (m)           | onbekend  |             |
| Peppy Campus Raffaele Frasca Alfredo Galli Franco Micheli Ricardo Ticchi       | 300m vrij geweer 3 houdingen team (m)     | 9e        | 4371 punten |
| Peppy Campus Raffaele Frasca Alfredo Galli Camillo Isnardi Ricardo Ticchi      | 300m militair geweer liggend team (m)     | 9e        | 272 punten  |
| Ricardo Ticchi                                                                 | 300m militair geweer staand (m)           | 6e        | 54 punten   |
| Giancarlo Boriani Sem De Ranieri Luigi Favretti Camillo Isnardi Ricardo Ticchi | 300m militair geweer staand team (m)      | 4e        | 251 punten  |
| Peppy Campus Raffaele Frasca Alfredo Galli Camillo Isnardi Ricardo Ticchi      | 600m militair geweer liggend team (m)     | 12e       | 257 punten  |
| Sem De Ranieri Raffaele Frasca Alfredo Galli Camillo Isnardi Ricardo Ticchi    | 300+600m militair geweer liggend team (m) | 9e        | 527 punten  |
| Giancarlo Boriani Raffaele Frasca Alfredo Galli Roberto Preda Ricardo Ticchi   | 30m snelvuurpistool team (m)              | 9e        | 1121 punten |
| Giancarlo Boriani Raffaele Frasca Alfredo Galli Roberto Preda Ricardo Ticchi   | 50m pistool team (m)                      | 7e        | 2224 punten |

### Schoonspringen
| Olympiër             | Discipline     | Resultaat | Prestatie                 |
| -------------------- | -------------- | --------- | ------------------------- |
| Guglielmo De Sanctis | 3m plank (m)   | 10e       | groep 2: 6e met 29 punten |
| Guglielmo De Sanctis | hoogduiken (m) | 19e       | groep 1: 7e met 33 punten |

### Tennis
| Olympiër                             | Discipline     | Resultaat | Prestatie |
| ------------------------------------ | -------------- | --------- | --- |
| Alberto Bonacossa                    | enkelspel (m)  | 33e       | 1e ronde: V van SWE von Braun: 6-4, 1-6, 5-7, 2-6                                                                                             |
| Cesare Colombo                       | enkelspel (m)  | 9e        | 1e ronde: vrij 2e ronde: W van NOR Nielsen: 6-2, 6-3, 6-1 3e ronde: V van GBR Lowe: 0-6, 4-6, 6-2, 5-7                                        |
| Mino Balbi Di Robecco                | enkelspel (m)  | 9e        | 1e ronde: W van AUS Patterson: walk-over 2e ronde: W van ESP de Liencres: 6-2, 6-4, 6-1 3e ronde: V van GBR Turnbull: 6-3, 3-6, 0-6, 8-6, 2-6 |
| Alberto Bonacossa Alberto Suzzi      | dubbelspel (m) | 17e       | 1e ronde: V van JPN Kashio/Kumagae: walk-over                                                                                                 |
| Mino Balbi Di Robecco Cesare Colombo | dubbelspel (m) | 5e        | 1e ronde: vrij 2e ronde: W van SUI Simon/Syz: 6-3, 7-5, 3-6, 6-4 kwartfinale: V van GBR Turnbull/Woosnam: 2-6, 8-6, 1-6, 3-6                  |
|                                      |                |           | |
| Giulia Perelli                       | enkelspel (v)  | 9e        | 1e ronde: vrij 2e ronde: V van BEL Arendt: walk-over                                                                                          |
| Rosetta Gagliardi                    | enkelspel (v)  | 9e        | 1e ronde: W van SWE Lindberg: 6-0, opgave 2e ronde: V van GBR McKane: 1-6, 6-1, 2-6                                                           |
|                                      |                |           | |
| Mino Balbi Di Robecco Giulia Perelli | dubbelspel (g) | 9e        | 1e ronde: vrij 2e ronde: V van NOR Dahl/Langaard: walk-over                                                                                   |
| Cesare Colombo Rosetta Gagliardi     | dubbelspel (g) | 9e        | 1e ronde: vrij 2e ronde: V van BEL Storms/Halot: 6-8, 3-6                                                                                     |

### Touwtrekken
| Olympiër | Discipline  | Resultaat | Prestatie                                                                                           |
| --- | ----------- | --------- | --------------------------------------------------------------------------------------------------- |
| Adriano Arnoldo Silvio Calzolari Romolo Carpi Giovanni Forno Rodolfo Rambozzi Carlo Schiappapietra Giuseppe Tonani Amedeo Zotti | touwtrekken | 5e        | 1e ronde: vrij halve finale: V van Nederland: 0-2 bronzen halve finale: V van Verenigde Staten: 0-2 |

### Turnen
| Olympiër | Discipline               | Resultaat | Prestatie      |
| --- | ------------------------ | --------- | -------------- |
| Luigi Costigliolo | meerkamp individueel (m) | 8e        | 84,90 punten   |
| Vittorio Lucchetti | meerkamp individueel (m) | 18e       | 80,12 punten   |
| Luigi Maiocco | meerkamp individueel (m) | 7e        | 85,38 punten   |
| Giorgio Zampori | meerkamp individueel (m) | Goud      | 88,35 punten   |
| Angelo Zorzi | meerkamp individueel (m) | 16e       | 80,51 punten   |
| Arnaldo Andreoli Ettore Bellotto Pietro Bianchi Fernando Bonatti Luigi Cambiaso Luigi Contessi Carlo Costigliolo Luigi Costigliolo Giuseppe Domenichelli Roberto Ferrari Carlo Fregosi Romualdo Ghiglione Ambrogio Levati Francesco Loi Vittorio Lucchetti Luigi Maiocco Ferdinando Mandrini Lorenzo Mangiante Antonio Marovelli Michele Mastromarino Giuseppe Paris Manlio Pastorini Ezio Roselli Paolo Salvi Giovanni Tubino Giorgio Zampori Angelo Zorzi | meerkamp team (m)        | Goud      | 359,855 punten |

### Voetbal
| Olympiër | Discipline | Resultaat | Prestatie |
| --- | ---------- | --------- | --- |
| Piero Campelli Giovanni Giacone Antonio Bruna Renzo de Vecchi Virginio Rosetta Grazzo de Nardo Ettore Reinaudi Mario Meneghetti Giuseppe Parodi Luigi Burlando Rinaldo Roggero Giustiniano Barucco Pio Ferraris Giuseppe Forlivesi Cesare Lovati Enrico Sardi Adolfo Baloncieri Emilio Badini Guglielmo Brezzi Aristodemo Santamaria Emilio Alevildo de Marchi | mannen     | 4e        | 1e ronde: W van Egypte: 2-1 kwartfinale: V van Frankrijk: 1-3 zilveren eerste ronde: W van Noorwegen: 2-1 zilveren tweede ronde: V van Spanje: 0-2 |

### Waterpolo
| Olympiër | Discipline | Resultaat | Prestatie                                                               |
| --- | ---------- | --------- | ----------------------------------------------------------------------- |
| Salvatore Cabella Ercole Boero Amilcare Beretta Luigi Burlando Achille Olivari Alberto Lungavia Angelo Vassallo Mario Boero | mannen     | 7e        | 1e ronde: V van Spanje: 1-1 bronzen kwartfinale: V van Griekenland: 1-5 |

### Wielersport
| Olympiër                                                      | Discipline               | Resultaat | Prestatie                                                               |
| Baan                                                          | Baan                     | Baan      | Baan                                                                    |
| ------------------------------------------------------------- | ------------------------ | --------- | ----------------------------------------------------------------------- |
| Vittorio Cavalotti                                            | sprint (m)               | series    | serie 7: 3e                                                             |
| Franco Giorgetti                                              | sprint (m)               | DNF       | serie 11: 2e kwartfinale 8: 2e halve finale 3: niet gestart             |
| Pietro Martinelli                                             | sprint (m)               | series    | serie 2: 3e                                                             |
| Armido Rizzetto                                               | sprint (m)               | series    | serie 10: 3e                                                            |
| Ruggero Ferrario                                              | 50km (m)                 | 4e        |                                                                         |
| Luigi Gilardi                                                 | 50km (m)                 | DNF       | niet gefinisht                                                          |
| Franco Giorgetti                                              | 50km (m)                 | 6e        |                                                                         |
| Primo Magnan                                                  | 50km (m)                 | 8e        |                                                                         |
| Franco Giorgetti Ruggero Ferrario Arnaldo Carli Primo Magnani | ploegenachtervolging (m) | Goud      | serie 1: 1e in 6.20,0 halve finale 2: 1e in 5.10,8 finale: 1e in 5.14,2 |
| Weg                                                           |                          |           |                                                                         |
| Camillo Arduino                                               | tijdrit (m)              | 24e       | 5:05.26,8                                                               |
| Pietro Bestetti                                               | tijdrit (m)              | 21e       | 5:02.15,0                                                               |
| Federico Gay                                                  | tijdrit (m)              | 16e       | 4:57.21,8                                                               |
| Dante Ghindani                                                | tijdrit (m)              | 32e       | 5:21.50,4                                                               |
| Federico Gay Pietro Bestetti Camillo Arduino Dante Ghindani   | ploegentijdrit (m)       | 5e        | 20:24.44,0                                                              |

### Worstelen
| Olympiër           | Discipline     | Resultaat      | Prestatie                                                                  |
| Grieks-Romeins     | Grieks-Romeins | Grieks-Romeins | Grieks-Romeins                                                             |
| ------------------ | -------------- | -------------- | -------------------------------------------------------------------------- |
| Enrico Porro       | -60kg (m)      | 8e             | 1e ronde: vrij 2e ronde: W van SWE Svensson kwartfinale: V van BEL Boumans |
| Piero Vaglio       | -60kg (m)      | 11e            | 1e ronde: vrij 2e ronde: V van BEL Boumans                                 |
| Walter Ranghieri   | -67,5kg (m)    | 14e            | 1e ronde: V van USA Swigart                                                |
| Carlo Corsanego    | -75kg (m)      | 9e             | 1e ronde: W van FRA Gorbière 2e ronde: V van TCH Balej                     |
| Giuseppe Gorletti  | -75kg (m)      | 9e             | 1e ronde: vrij 2e ronde: V van SWE Fältström                               |
| Giovanni Cardinale | -82,5kg (m)    | 8e             | 1e ronde: vrij 2e ronde: V van BEL Walhem                                  |
| Bruto Testoni      | -82,5kg (m)    | 8e             | 1e ronde: vrij 2e ronde: V van NED Sint                                    |
| Giorgio Calza      | +82,5kg (m)    | 10e            | 1e ronde: W van TCH Kraus 2e ronde: V van NOR Vassboten                    |

### Zwemmen
| Olympiër                                                           | Discipline            | Resultaat    | Prestatie                                |
| ------------------------------------------------------------------ | --------------------- | ------------ | ---------------------------------------- |
| Agostino Frassinetti                                               | 100m vrije slag (m)   | halve finale | serie 2: 1e in 1.11,8 halve finale 1: 4e |
| Mario Massa                                                        | 100m vrije slag (m)   | series       | serie 5: 3e in 1.10,4                    |
| Gilio Bisagno                                                      | 400m vrije slag (m)   | series       | serie 4: 6e                              |
| Antonio Quarantotto                                                | 400m vrije slag (m)   | series       | serie 5: 5e                              |
| Gilio Bisagno                                                      | 1500m vrije slag (m)  | series       | serie 3: 3e in 25.18,0                   |
| Antonio Quarantotto                                                | 1500m vrije slag (m)  | series       | serie 2: 4e                              |
| Mario Massa Agostino Frassinetti Antonio Quarantotto Gilio Bisagno | 4x200m vrije slag (m) | 5e           | serie 2: 2e in 11.01,2 finale: 5e        |

Argentinië · Australië · België · Brazilië · Brits-Indië · Canada · Chili · Denemarken · Egypte · Estland · Finland · Frankrijk · Griekenland · Groot-Brittannië · Italië · Japan · Joegoslavië · Luxemburg · Monaco · Nederland · Nieuw-Zeeland · Noorwegen · Portugal · Spanje · Tsjecho-Slowakije · Verenigde Staten · Zuid-Afrika · Zweden · Zwitserland